# Битва за лінію «Танненберг»
Битва за лінію «Танненберг» (нім. Die Schlacht um die Tannenbergstellung, ест. Sinimägede lahing) — бойові дії між військами Ленінградського фронту та армійською групою «Нарва» за оволодіння стратегічно важливим Нарвським перешийком на північному фланзі Східного фронту Другої світової війни. Друга фаза багатомісячної битви за Нарву.

## Хід битви
Після завершення Нарвської операції та опанування радянськими військами рубежів на лінії Вотан, керівництво Ленінградського фронту, практично без паузи, розпочало на цьому напрямку наступ, намагаючись потужним ударом з ходу подолати оборонні лінії рубежу «Танненберг». Ця оборонна лінія складалася з розгалуженої лінії окопів, між якими були збудовані броньовані вогневі точки, укріпленні бункери і доти, перед лінією були побудовані протитанкові загородження і мінні поля. Сині гори (ест. Sinimägede) були єдиним місцем у цьому болотистому районі, де бронетехніці можна було пробитися.
Німецькі війська 3-го Германського танкового корпусу СС під командуванням СС-групенфюрера Ф. Штайнера обороняли цей ключовий район у системі оборонних рубежів армійської групи «Нарва».
Радянські війська, що наступали, розглядали лінію «Танненберга», як найважливішу складову в оборонній системі противника, що стояла на їх шляху на талліннському напрямку. Маршал Л.Говоров зосередив проти них основні сили 2-ї ударної армії Ленінградського фронту, які включали 122-й, 124-й та частину сил 117-го стрілецьких корпусів. Головним завданням для цього угруповання визначалося — потужним ударом зім'яти війська 3-го танкового корпусу СС противника в районі гори Ластекодумягі (ест. Lastekodumägi) та прорватися до міста Йихві з подальшим розвитком наступу в західному напрямку та виходом до 1 серпня 1944 року до рубежу річки Кунда.
25 липня Червона армія розпочала потужну вогневу підготовку атаки, пануючи в повітрі над місцем боїв. Незабаром, радянські війська перейшли в наступ. Запеклі бої тривали на невеличкій ділянці фронту протягом двох тижнів і досягли критичної відмітки. З перемінним успіхом військам генерала І.Федюнінського вдалося в деяких секторах прорвати оборону супротивника, який негайно реагував на це гострими контратаками, кидаючи у бій усю наявну бронетанкову техніку та мізерні резерви. Особливо жорстокі бойові дії розгорнулися 29 липня, у вирішальний день битви. Так, за сучасними даними, у складі 124-го стрілецького корпусу, що бився на вістрі головного удару вцілілими з бою вийшло тільки 225 осіб. Решта об'єднань та з'єднань також майже повністю втратили наступальні можливості і були знекровлені. Німецькі війська також зазнали серйозних втрат, однак спромоглися утримати зайняті рубежі і зірвати плани радянського командування прорватися до Таллінна. За спогадами Ф.Штайнера, за інтенсивністю та розпалом бойових дій, битва нагадувала йому Верденську м'ясорубку часів Першої світової війни.

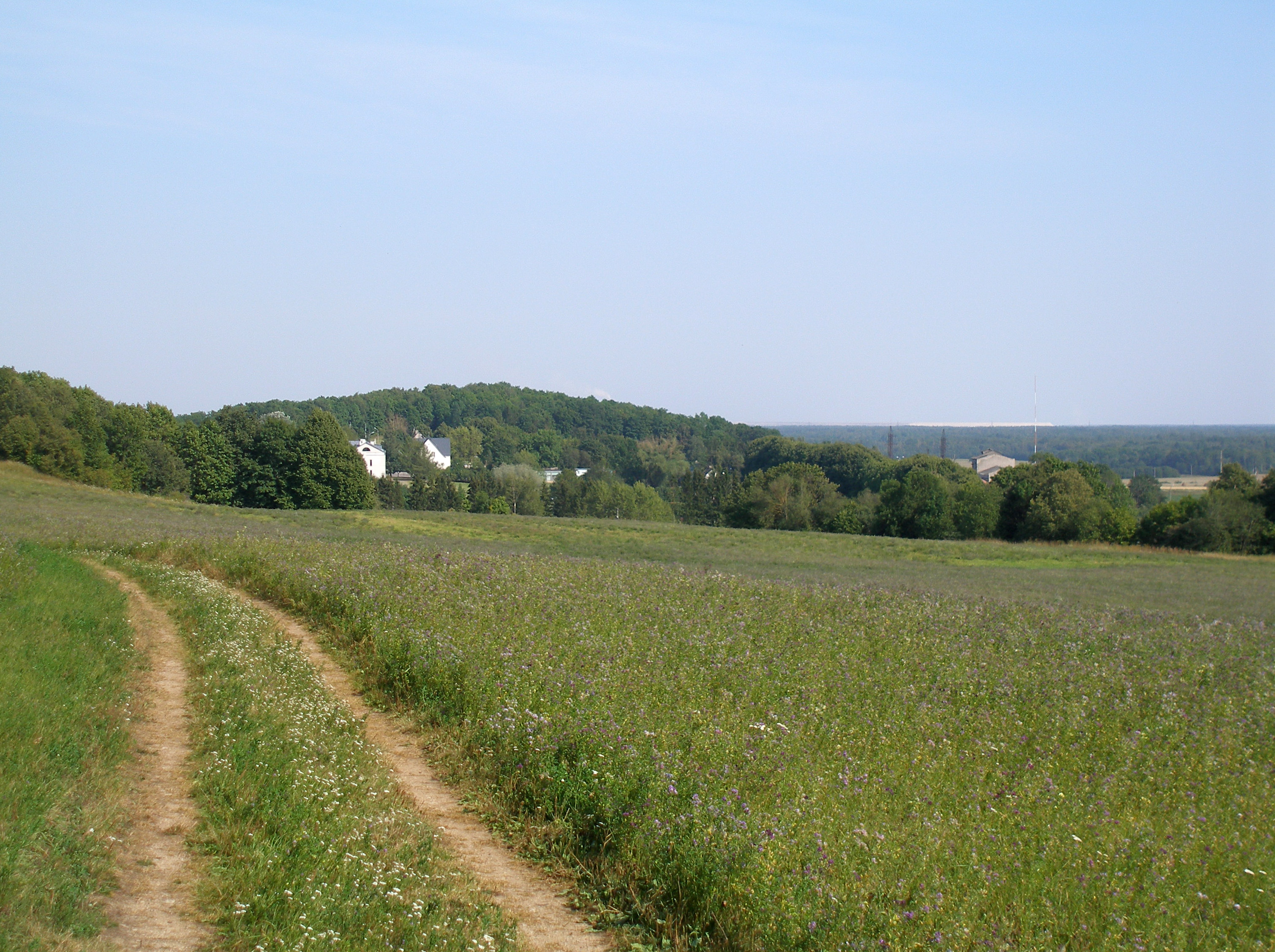
Сучасний вигляд Синіх гір — ключового вузла оборони лінії «Танненберг». 2007

10 серпня 1944 командування Ленінградського фронту віддало наказ припинити наступ на лінії «Танненберг» і перейти до оборони. У книзі «Підняті по тривозі» командарм 2-ї ударної армії І. І Федюнінський ділився своїми спогадами про рубіж «Танненберг».
| "До кінця 27 липня війська армії досягли кордону Мульнасааре, Ластіколонія висота з відміткою 32,7. Тут наступ зупинився. Перед нами був горезвісний рубіж «Танненберг», де на фронті в 50 кілометрів оборонялися шість піхотних дивізій ворога. Прорвати тут ворожу оборону лобовими атаками не вдалося. Обійти ж її не представлялося можливим, тому що фланги противника надійно прикривали з одного боку Фінська затока, з іншого — суцільний і сильно заболочений лісистий масив, що тягнувся до берега Чудського озера. Захоплені полонені показували, що фашистське командування має намір утримувати рубіж «Танненберг» до останнього солдата. Мовити, оборона ворога була міцною. На початку серпня ми зробили кілька спроб атакувати рубіж «Танненберг», але марно. З 10 серпня довелося припинити наступальні дії і перейти до оборони… ". Оригінальний текст (рос.) «К исходу 27 июля войске армии достигли рубежа Мульнасааре, Ластиколония высота с отметкой 32.7. Здесь наступление остановилось. Перед нами был пресловутый рубеж «Танненберг», где на фронте в 50 километров оборонялись шесть пехотных дивизий врага. Прорвать здесь вражескую оборону лобовыми атаками не удалось. Обойти же ее не представлялось возможным, потому что фланга противника надежно прикрывали с одной стороны Финский залив, с другой - сплошной и сильно заболоченный лесистый массив, тянувшийся до берега Чудского озера. Захваченные пленные показывали, что фашистское командование намеревается удерживать рубеж «Танненберг» до последнего солдата. Словом, оборона врага была прочной. В начале августа мы предприняли несколько попыток атаковать рубеж «Танненберг», но безрезультатно. С 10 августа пришлось прекратить наступательные действия и перейти к обороне...». |

## Втрати у битві за Сині гори
За два тижні в естонців, данців, фламандців, норвежців і німців, тобто з німецької сторони, втрати склали приблизно 10 000 осіб, з них естонців — 2 500 (1 709 естонців поховані на Вайвараському військовому кладовищі в період з 24 липня по 10 серпня 1944 р.).
З боку Червоної армії втрати склали 40 000 осіб. За станом на 2014 рік вважається, що у братській могилі і на кладовищі Синіх гір поховано до 22 тисяч осіб. Втрати Ленінградського фронту в боях на напрямку Нарви і Синімяе в 1944 році склали до 70 тисяч військовослужбовців. На думку деяких військових істориків, бої в Синімяе за кількістю втрат з обох сторін були рекордними для Другої світової війни.